# Magnus Öström
Magnus Öström, född 3 maj 1965 i Skultuna, är en svensk trumslagare och var medlem i Esbjörn Svensson Trio.
Magnus Öström spelade som liten med pianisten Esbjörn Svensson och några år senare skapades Esbjörn Svensson Trio tillsammans med basisten Dan Berglund. 1993 släppte de sin första skiva When Everyone Has Gone.
Efter Esbörn Svenssons bortgång 2008 slutade Öström att spela musik under flera månader. Tre år senare hade Öström bildat ett eget band. På hans första soloalbum. Grammy-nominerade Thread of Life, medverkade gitarristen Pat Metheny i Ballad for E, en hyllning till sin bortgångne vän. Även nästa album Searching for Jupiter som kom 2013 togs emot väl och 2016 presenterade han sitt tredje album Parachute.